# Jürgen Terrahe
Jürgen Terrahe (* 26. August 1933 in Rheine; † 20. März 2015) war ein deutscher Bankmanager.
Nach einem Studium der Rechtswissenschaft an der Universität Münster und der Promotion dort 1961 mit der Dissertation Die Beleihung als Rechtsinstitut der Staatsorganisation, arbeitete Terrahe in der Bankwirtschaft. Von 1972 bis 1996 gehörte er dem Vorstand der Commerzbank an. Er war ferner in Gremien anderer Unternehmen wie dem Aufsichtsrat von Bertelsmann und dem Familienrat von Miele tätig.
Bekannt wurde 1991 ein ungewöhnliches Geschäft der Commerzbank mit den Rechtsnachfolgern des 1985 aufgelösten Kommunistischen Bundes Westdeutschland (KBW), für das Terrahe zuständig war. Die Bank erwarb von den früheren Funktionären des KBW ein Grundstück in der Frankfurter Mainzer Landstraße. Als Gegenleistung erhielten die Geschäftspartner der Bank ein nach ihren Wünschen neu errichtetes ökologisches Musterhaus im Wert von rd. 30 Millionen DM.

## Veröffentlichungen
- Banken und Sicherheit. Bank 1977, S. 9–12.
- Tätigkeitsfelder und Aufgaben der POSTBANK. Bank 1991, S. 592–599.
- mit Johann Heinrich von Stein (Hrsg.): Handbuch Bankorganisation. Gabler, Wiesbaden 1995. 2. Auflage, ISBN 9783409247269.